# Clipeus
Pour l'un des sclérites d'arthropode, voir Clypéus. Cet article traite du bouclier antique
Le clipeus (ou même clipeum) est le grand bouclier rond des guerriers antiques, assez grand pour protéger son porteur et son voisin dans l'ordre de bataille des phalanges.
Il était muni d'un système de brides élaboré permettant des maintiens multiples ou d'être aidé par son voisin pour le maintenir en ordre serré.
Il fut utilisé par les Étrusques et constitue l'un des nombreux apports des Étrusques aux Romains.
Dans les premiers temps de l'Empire romain, le clipeus virtutis est un bouclier honorifique en métal précieux attribué par le Sénat à un personnage que l'on veut honorer. C'est Auguste qui obtient la première de ces distinctions.

## Histoire
Selon la tradition romaine telle que racontée par Ovide, le premier bouclier des Romains, l’ancile, serait un don de Mars tombé du ciel. Ce bouclier et ses onze copies créées par Numa Pompilius ne sont cependant pas destinés au combat mais sont les garants de la puissance militaire de Rome et à ce titre sont précieusement conservés sous la garde des Salii.
Le bouclier utilisé par les soldats romains à l’époque royale et au début de la République est le clipeus, un grand bouclier circulaire similaire à l’aspis koilè grec et également utilisé par certains voisins de la cité de Rome, comme les Étrusques.
L’usage de l’aspis dans l’armée romaine prend fin au cours du IVe siècle av. J.-C. dans le cadre des changements structurels affectant la légion, qui passe du modèle hoplitique au modèle manipulaire. Il est remplacé par un grand bouclier quadrangulaire aux angles arrondis, le scutum.

## Description
Le clipeus est un bouclier circulaire d’environ un mètre de diamètre construit en planches de bois de peuplier collées bord à bord puis mises en forme au tour. Il se caractérise en particulier par sa bordure plate large d’environ dix centimètres et un léger bombement au centre. La surface extérieure est parfois recouverte d’une feuille en alliage de cuivre d’environ un millimètre d’épaisseur, mais cela ne semble pas avoir été systématique. 
Pesant de sept à neuf kilogrammes, le clipeus se tient avec le bras gauche, que l’utilisateur passe dans un anneau situé au centre de la face intérieure, la main agrippant une corde ou une poignée en métal installée le long de la bordure. Bien que l’aspis des grecs ait souvent été décoré sur sa face extérieure, il n’existe pas d’éléments permettant de savoir si cette pratique existait également dans le Latium.

## Usage symbolique
Bien qu’il ne soit plus utilisé au combat par l’armée romaine, le clipeus conserve au moins jusqu’au milieu du Principat un rôle symbolique important. Des répliques en sont ainsi remises à titre honorifique aux citoyens méritants. Un exemplaire d’un clipeus virtutis sculpté dans le marbre et remis à Auguste subsistent par exemple à Arles. Des fragments de boucliers similaires ont été découverts dans le mausolée d’Auguste et il se retrouve sur des pièces de monnaie, notamment des aureus, de la même période. Sur la colonne Trajane, c’est même la déesse Victoire en personne qui remet à Trajan le bouclier honorifique.

## Exemples archéologiques
Aucun clipeus n’a été découvert en contexte romain, l’équipement des légions de cette époque étant d’ailleurs largement hypothétique. En revanche, un exemplaire étrusque en très bon état, souvent appelé « bouclier du Vatican », a été trouvé à Bomarzo.